# Aéroport de St. Anthony
L'aéroport de St. Anthony est situé à 35 km au nord-ouest de St. Anthony à Terre-Neuve-et-Labrador au Canada.

## Situation
| \| 200 km1:9 384 000 \| Saint Lewis-Fox Harbour Black Tickle Cartwright Charlottetown Hopedale Makkovik Mary's Harbour Nain Natuashish Port Hope Simpson Postville Rigolet St. Anthony Wabush William's Harbour Gander Saint-Jean Stephenville Deer Lake Goose Bay Churchill Falls |
| 200 km1:9 384 000 |

## Lignes aériennes et destinations
| Ligne aérienne | Destinations                                               |
| -------------- | ---------------------------------------------------------- |
| PAL Airlines   | Blanc-Sablon, Goose Bay, Saint-Jean de Terre-Neuve, Wabush |